# Jezerský vrch
Jezerský vrch je přírodní památka v okrese Karlovy Vary. Chráněné území s rozlohou 11,2608 hektarů bylo vyhlášeno 3. ledna 2018. Nachází se na jihozápadním, jižním a východním úbočí stejnojmenného kopce severně od Podštěl u Chyše. Předmětem ochrany jsou polopřirozené suché trávníky a facie křovin na vápnitých podložích bez význačného výskytu vstavačovitých a bez jalovce obecného (Juniperus communis). 

## Geomorfologie
Jezerský vrch se nachází na západním okraji geomorfologického celku Rakovnická pahorkatina. Je součástí podcelku Žihelská pahorkatina a okrsku Rabštejnská pahorkatina.

## Flóra
Mezi významné druhy rostlin na lokalitě patří hlaváček letní (Adonis vernalis), pochybek prodloužený (Androsace elongata), rmen barvířský (Cota tinctoria), bodlák nicí (Carduus nutans), pcháč bezlodyžný (Cirsium acaule), pcháč kulatohlavý (Cirsium eriophorum), bělolist rolní (Filago arvensis), černýš rolní (Melampyrum arvense), pipla osmahlá (Nonea pulla), mateřídouška časná (Thymus praecox), rozrazil Dilleniův (Veronica dillenii), rozrazil rozprostřený (Veronica prostrata), vstavač bledý (Orchis pallens) a ostřice dvouřadá (Carex disticha).

## Galerie

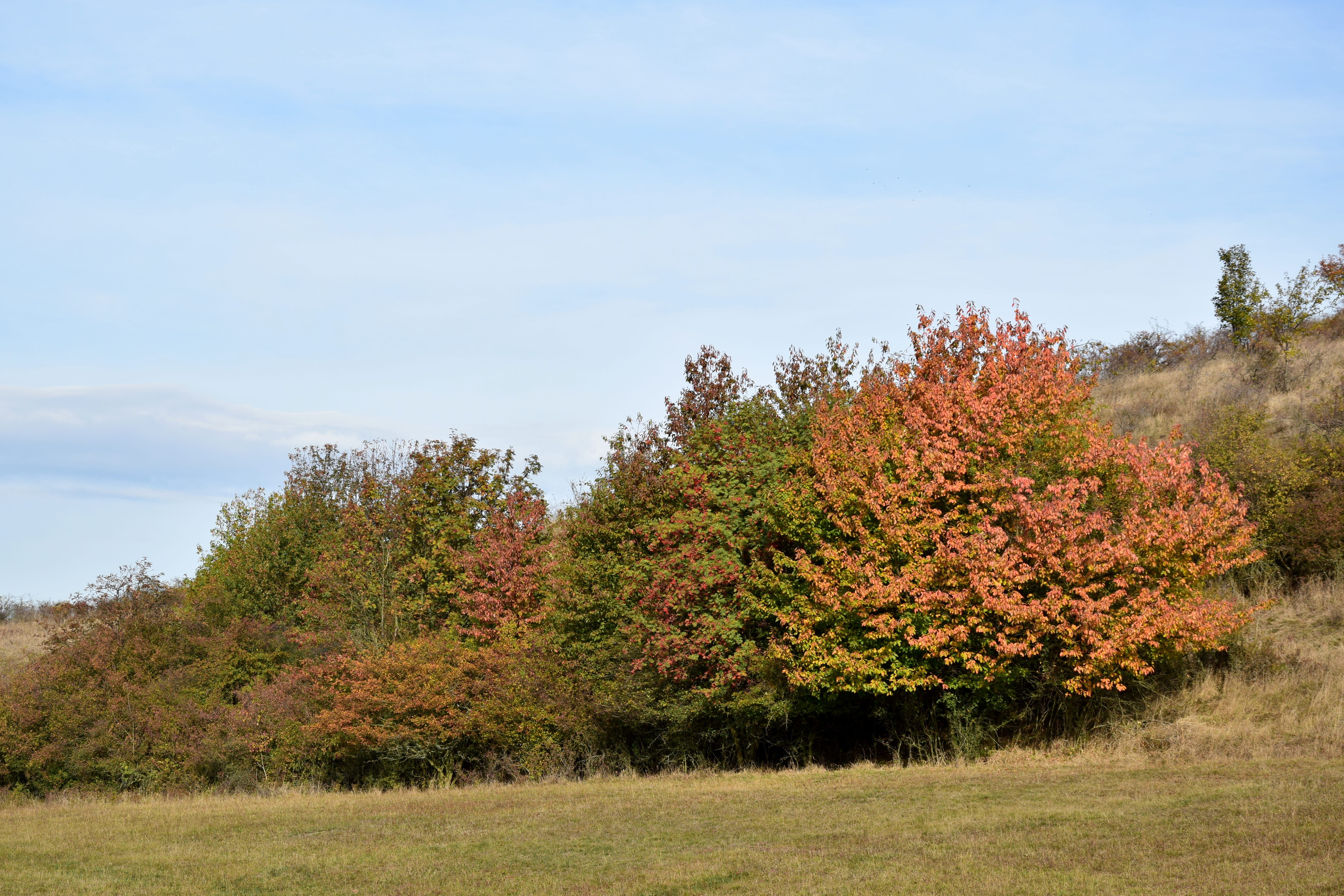
Jižní okraj chráněného území
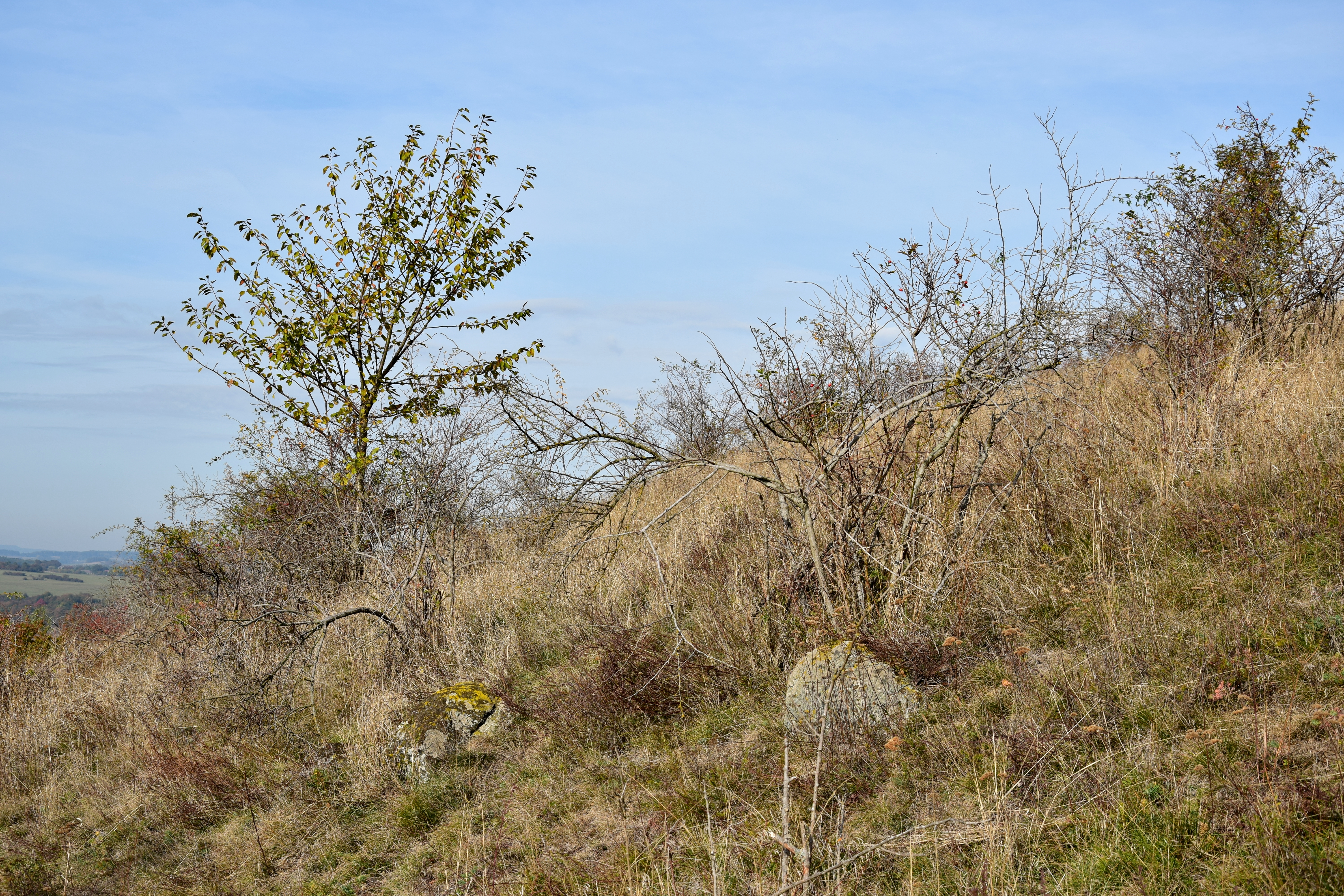
Keře na jižním úbočí
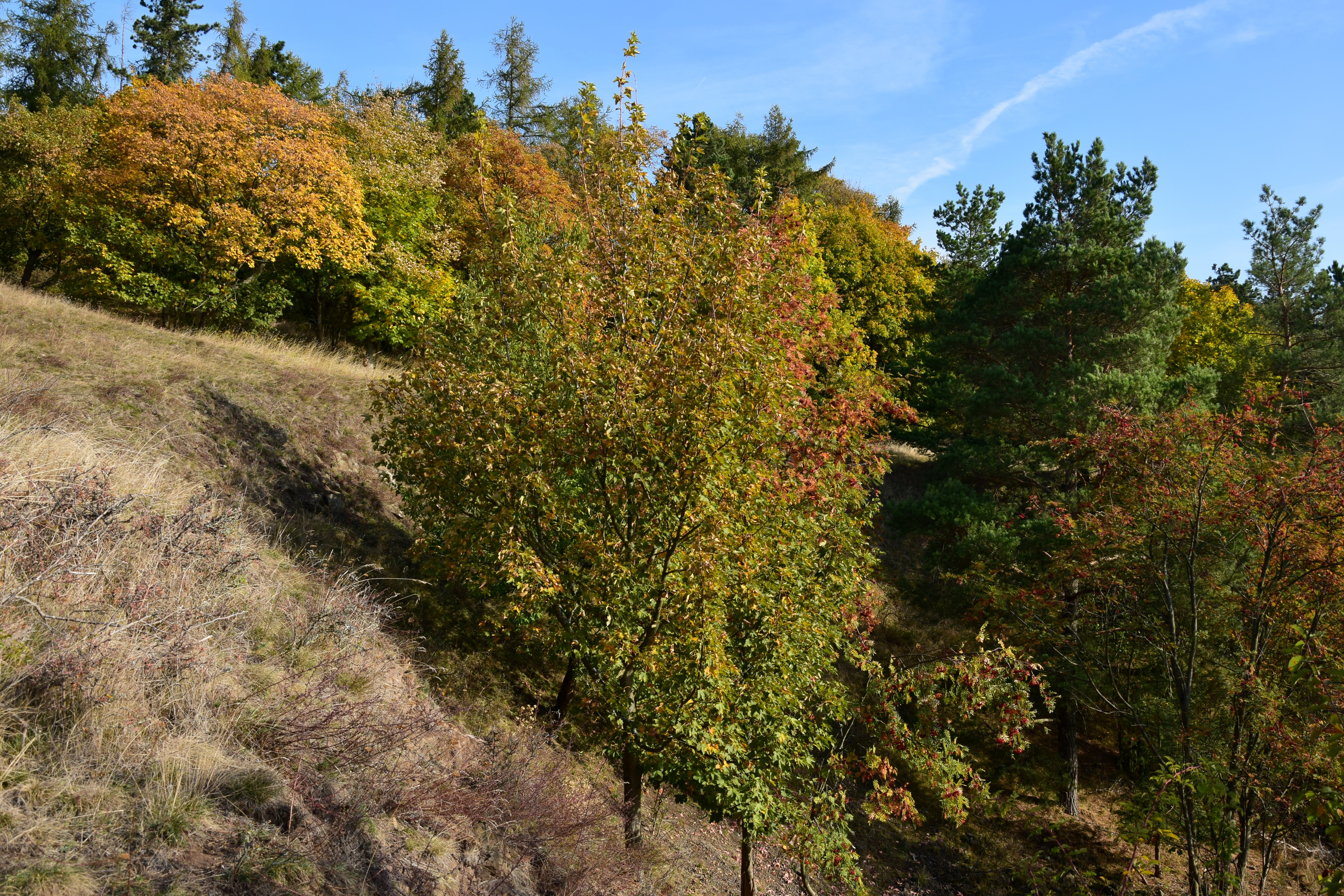
Bývalý lom
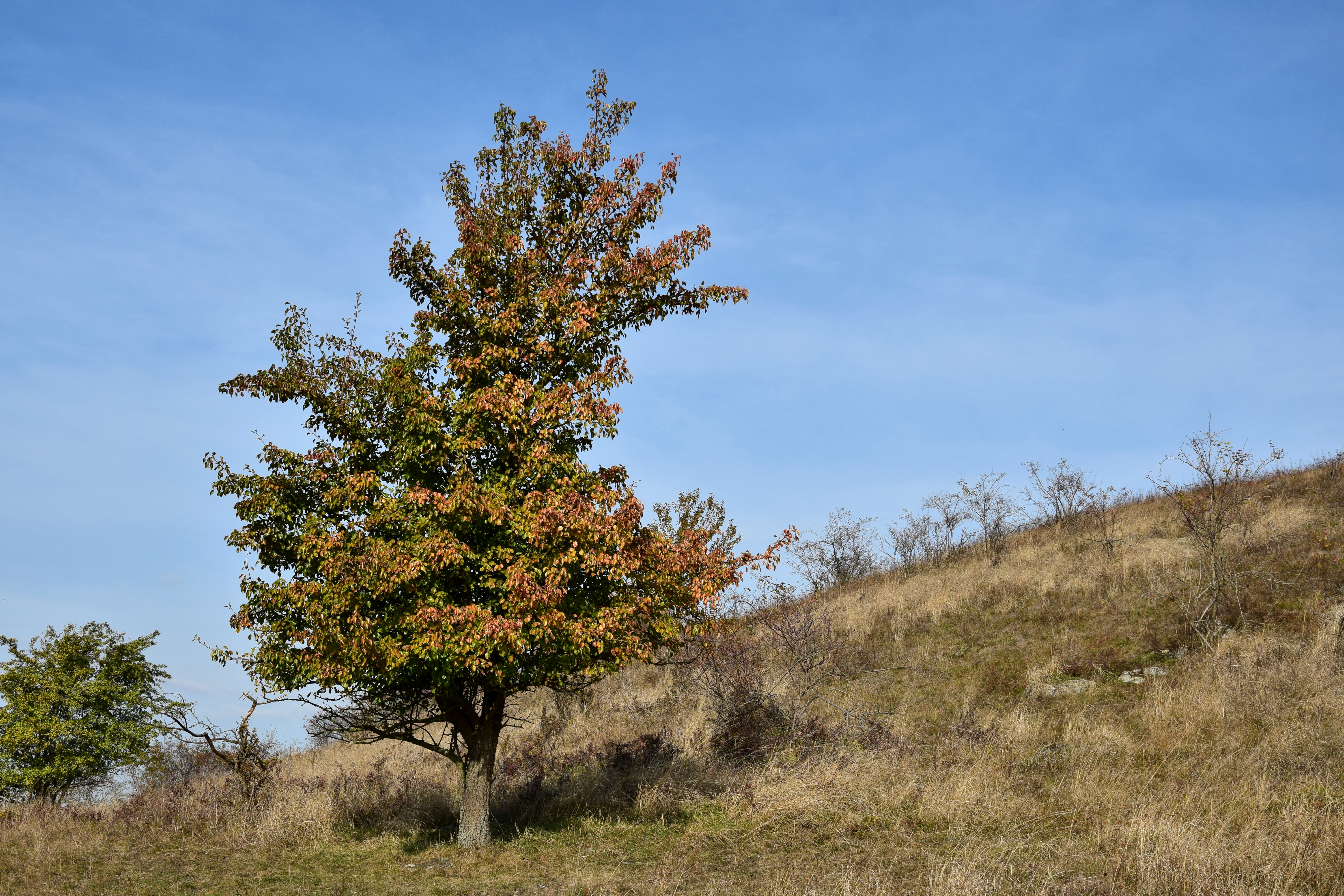
Osamělý strom na jižním úbočí